# СТ-I
СТ-I — проект советского тяжелого танка периода Великой Отечественной войны.

## История
Разработка танка началась в 1945 году Валентином Асикритовичем Ганиным, ставшим позднее известным инженером-ракетчиком. В разработке также участвовал выпускник Московского государственного технического университета им. Н. Э. Баумана Часовников.
В качестве шасси планировалось использовать аналогичное от Объекта 701 (после доработки ставшим ИС-4), а башня была разработана самим Ганиным. Он считал, что существующие тяжелые танки имеют ряд недостатков как у башни, так и у корпуса, а для их решения он предложил целый ряд нововведений.

В направлении доработки корпуса Ганин ставил себе цель повысить надежность оборудования танка (адаптировать его для использования под водой), оптимизировать диаметр катков и расположение гусеничной цепи. Башню предполагалось максимально герметизировать (на тот случай, если танку понадобится преодолевать водную преграду вброд), объединить главное орудие с двумя пулеметами или малокалиберными пушками, оптимизировать расположение экипажа и увеличить боекомплект танка за счет увеличения кармана в корме башни. Дополнительно добавить стабилизатор пушки, электро/гидро-привод поворота башни, установить зенитный пулемет, увеличить число люков до трёх штук, а также целый ряд существенных нововведений.

## Проект СТ-II
Также был создан проект СТ-II, который отличался установкой двух одинаковых орудий, что позволяло максимально использовать все нововведения и без того чрезвычайно скорострельного танка СТ-I

## СТ-I в сувенирной и игровой индустрии
СТ-I представлен в MMO-играх «World of Tanks» и «World of Tanks Blitz» как тяжелый танк IX-го уровня и двуствольный тяжелый танк X уровня (СТ II).